# موتور زبودي
موتور زبودي (بالإنجليزية: Mowtowr-e Zabudi)‏ هي منطقة سكنية تقع في سيستان وبلوتشستان في إيران. يقدر عدد سكانها بـ 149 نسمة .